# NGC 5706
NGC 5706, im Katalog auch als NGC 5699 doppelt geführt, ist eine 14,8 mag helle Elliptische Galaxie vom Hubble-Typ E3 im Sternbild Bärenhüter.
Sie wurde am 14. April 1789 von Wilhelm Herschel mit einem 18,7-Zoll-Spiegelteleskop entdeckt, der sie dabei mit „Two. 3′ distant, on the same parallel; the following [NGC 5706] is vF, vS, iR“ beschrieb. Die zweite genannte Galaxie ist NGC 5703 / 5709.
Auf Grund einer fehlerhaften Positionsangabe Herschels von über einem Grad notierte Dreyer bei der Erstellung des Kataloges “lost” für diese Galaxie. Die Entdeckung von Édouard Stephan am 12. Mai 1883 wurde als NGC 5706 aufgenommen und unter dieser Nummer bis heute geführt. Herschels Fehler konnte erst im Jahr 1912 entdeckt und korrigiert werden.